# Bobrownik (Lidzbark Warmiński)
Bobrownik (deutsch Bewernick) ist ein Dorf in der polnischen Woiwodschaft Ermland-Masuren. Es gehört zur Landgemeinde Lidzbark Warmiński (Heilsberg) im Powiat Lidzbarski (Kreis Heilsberg).

## Geographische Lage
Bobrownik liegt im nördlichen Westen der Woiwodschaft Ermland-Masuren, sechs Kilometer südwestlich der Kreisstadt Lidzbark Warmiński (Heilsberg).

## Geschichte
Das kleine Dorf Beberninken, das nach 1785 Bevernick und erst nach 1871 Bewernick hieß, wurde 1874 als eine Landgemeinde in den neu errichteten Amtsbezirk Heilsberg (polnisch Lidzbark Warmiński) aufgenommen. Dieser gehörte zum ostpreußischen Kreis Heilsberg im Regierungsbezirk Königsberg.
Im Jahre 1910 waren in Bewernick 171 Einwohner gemeldet, zum Dorf zugehörig war der Wohnplatz Bewernickshöfchen (polnisch Bobrowniczek, nicht mehr existent) mit eigenen 19 Einwohnern. Im Jahre 1933 zählte Bewernick 169 und 1939 152 Einwohner.
Aufgrund der Abtretung des gesamten südlichen Ostpreußen 1945 in Kriegsfolge an Polen erhielt Bewernick am 12. November 1946 die polnische Bezeichnung „Bobrownik“. Heute ist der Ort eine Ortschaft innerhalb der Gmina Lidzbark Warmiński (Landgemeinde Heilsberg) im Powiat Lidzbarski (Kreis Heilsberg), von 1975 bis 1998 der Woiwodschaft Olsztyn, seither der Woiwodschaft Ermland-Masuren zugehörig. Bobrownik zählte im Jahre 2021 90 Einwohner.

## Religion
Bobrownik gehört wie Bewernick bereits vor 1945 zur römisch-katholischen Pfarrei Lidzbark Warmiński (Heilsberg), seit 1992 im Erzbistum Ermland gelegen.
Außerdem war Bewernick bis 1945 in die evangelische Kirche Heilsberg in der Kirchenprovinz Ostpreußen der Kirche der Altpreußischen Union eingepfarrt. Heute ist Bobrownik der Diözese Masuren der Evangelisch-Augsburgischen Kirche in Polen zugeordnet.

## Verkehr
Bobrownik liegt an einer Nebenstraße, die die polnisch Woiwodschaftsstraße 513 (hier im Abschnitt der einstigen deutschen Reichsstraße 142) bei Dobrujewo (Albertsdorf) mit der Woiwodschaftsstraße 593 bei Lubomino (Arnsdorf) verbindet. Nebenstraßen von Lauda (Lawden) bzw. von Ignalin (Reimerswalde) enden in Bobrownik.
Bewernick war bis 1945 Bahnstation und lag an der – heute nicht mehr existenten – Bahnstrecke Schlobitten–Wormditt–Bischdorf–Rastenburg–Angerburg. Heute besteht kein Bahnanschluss mehr.